# John Rigby & Company
A John Rigby & Company (ou John Rigby & Co. (Gunmakers) Ltd) é uma empresa de fabricação de armas fundada por John Rigby em 1775 em Dublin, Irlanda. 

## Histórico
A John Rigby & Co. foi fundada pelo primeiro John Rigby em Dublin, Irlanda, em 1775, seu neto, também John, abriu uma filial em Londres em 1865; e as operações de Dublin haviam cessado em fevereiro de 1897. Um século depois, em 1997, a John Rigby & Co. abriu uma subsidiária nos Estados Unidos.
A John Rigby & Co. agora é propriedade do "Lüke & Ortmeier Gruppe" (desde 2013) e está sediada em Vauxhall, centro de Londres, sob a supervisão do Diretor Executivo, Marc Newton.
A John Rigby & Co. constrói rifles baseados na ação de ferrolho Mauser e rifles duplos baseados em sua ação "rising-bite" patenteada como "Rigby-Bissell 1879". A Rigby também oferece um serviço de pesquisa de número de série; restaura rifles Rigby antigos para proprietários e colecionadores em todo o mundo; e mantém uma coleção de rifles Rigby em seu showroom.

## Cartuchos desenvolvidos
- .450 Nitro Express (1898)
- .275 Rigby (1899)
- .400/.350 Nitro Express (1899)
- .350 Rigby e .350 Rigby No. 2 (1908)
- .416 Rigby (1911)
- .275 No 2 Magnum (1927)
- .450 Rigby (1995)
- .416 Rigby No. 2 (2019)

## Garantias reais
A John Rigby & Co. teve "garantias reais" atribuídas por:
- George IV
- Príncipe de Gales (1885)
- Edward VII
- George V
- George VI
- Elizabeth II (essa garantia não é mais mantida)